# Euphorbia blodgettii
Euphorbia blodgettii là một loài thực vật có hoa trong họ Đại kích. Loài này được Engelm. ex Hitchc. mô tả khoa học đầu tiên năm 1893.